# Broscus insularis
Broscus insularis es una especie de escarabajo de la familia Carabidae.

## Distribución geográfica
Es endémica de las Baleares (España).